# رود رابیوسا
رود رابیوسا رودی است که از بخش انترن سرچشمه می‌گیرد. این رود از کشور سوئیس می‌گذرد.